# آمروتا پاتکی
آمورتا پاتکی (۱۶ اوت ۱۹۸۵) یک سوپر مدل هندی و ملکه زیبایی سابق است. او در سال ۲۰۰۶ برنده خانم Femina Miss India شد و بعداً عنوان زن Miss Earth از کشور هند را به دست آورد و نماینده هند در Miss 2006 شد. او در آنجا به عنوان یکی از مقامهای برتر، عنوان Miss Air 2006 را به دست آورد.
در حال حاضر، پاتکی به عنوان یک مدل، بازیگر، مجری و متخصص زیبایی فعالیت می‌کند. او بازیگری خود را در بالیوود، سال ۲۰۱۰ با فیلم Hide & Seek انجام داد. پاتکی یک علاقه‌مند به ماجراجویی و یک خلبان آماتور است.

َآمورتا در ژانویه سال ۲۰۱۷ با یک دلال سهام به نام جویتندرا کانیکار ازدواج کرد و اکنون در سنگاپور زندگی می‌کند.